# Ealing Southall (circonscription du Parlement britannique)
Pour les articles homonymes, voir Southall.
Circonscription parlementaire de la Chambre des communes
La circonscription d'Ealing Southall (aussi orthographié Ealing, Southall) est une circonscription électorale anglaise située dans le Grand Londres, et représentée à la Chambre des communes du Parlement britannique depuis 2007 par Virendra Sharma du Parti travailliste.

## Géographie
La circonscription comprend :
- Le sud-ouest du borough londonien d'Ealing
- Le quartier de Southall, et partie du quartier de Hanwell

## Députés
Les Members of Parliament (MPs) de la circonscription sont :
| Législature                       | Années       | Député          | Député      | Parti        |
| --------------------------------- | ------------ | --------------- | ----------- | ------------ |
| Ealing Southall issue de Southall |              |                 |             |              |
| 49e                               | 1983–1987    |                 | Syd Bidwell | Travailliste |
| 50e                               | 1987–1992    |                 | Syd Bidwell | Travailliste |
| 51e                               | 1992–1997    | Piara Khabra    |             | Travailliste |
| 52e                               | 1997–2001    | Piara Khabra    |             | Travailliste |
| 53e                               | 2001–2005    | Piara Khabra    |             | Travailliste |
| 54e                               | 2005–2010    | Piara Khabra    |             | Travailliste |
| 54e                               | 2007-2010    | Virendra Sharma |             | Travailliste |
| 55e                               | 2010–2015    | Virendra Sharma |             | Travailliste |
| 56e                               | 2015–2017    | Virendra Sharma |             | Travailliste |
| 57e                               | 2017–2019    | Virendra Sharma |             | Travailliste |
| 58e                               | 2019–Présent | Virendra Sharma |             | Travailliste |

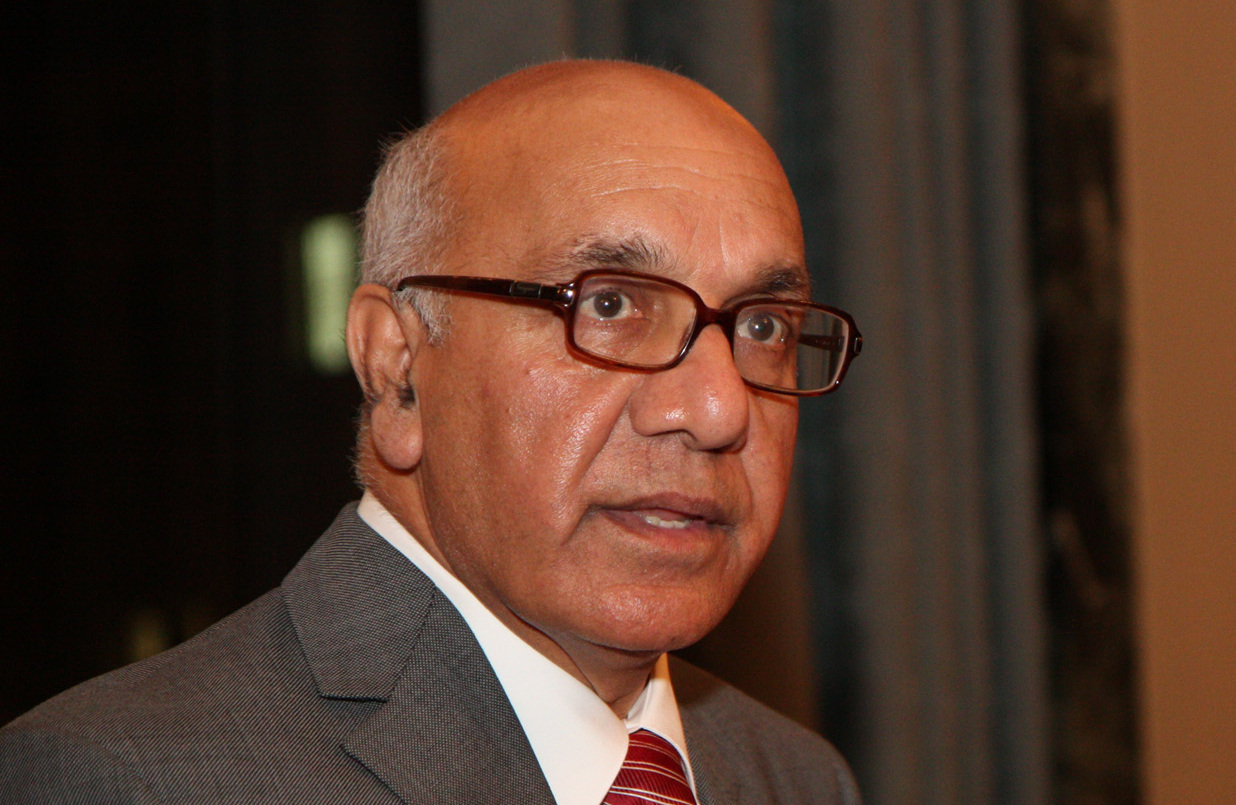
Virendra Sharma (2007-Présent)